# Atractus arangoi
Espèce
Atractus arangoi est une espèce de serpents de la famille des Dipsadidae.

## Répartition
Cette espèce est endémique du département de Putumayo en Colombie. 

## Étymologie
Cette espèce est nommée en l'honneur d'Andrés Posada Arango (1839–1923).

## Publication originale
- Prado, "1939" 1940 : Notas ofiologicas. 4. Cinco especies novas de serpentes colombianas do genero Atractus Wagler. Memorias do Instituto Butantan, vol. 13, p. 15-24.